# Укрграфит
ЧАО «Укрграфит» — украинский производитель графита. До 1994 года — Днепровский электродный завод.
Датой основания считается 21 сентября 1933 года.

## Продукция
Основной продукцией являются:
- Электроды графитированные и ниппели
- Блоки углеродные
- Блоки графитированные
- Масса углеродная (холоднонабивная, твердая, пастообразная)
- Блоки подовые
- Блоки боковые
- Масса холоднонабивная подовая
- Масса анодная
- Аноды и брусья графитированные
- Масса электродная
- Конструкционные изделия из углеродного материала различных марок

## История
История завода тесно связана со строительством ДнепроГЭС и Днепровского промышленного комплекса. Так, в 1930-м году был заложен фундамент Днепровского алюминиевого комбината.
Основными вехами являются:
| 20 июня 1933 г.       | Введен в эксплуатацию смесильно-прессовый цех. Спрессованы первые партии анодов для алюминиевых электролизеров. |
| 21 сентября 1933 г.   | Начало промышленного выпуска анодов для алюминиевых электролизеров — день рождения Днепровского электродного завода. |
| 1934 г.               | Освоен выпуск угольных секторов к печам Миге. |
| 1936 г.               | Освоен выпуск угольных электродов диаметром 600 мм и штампованных катодных блоков сечением 400×400 мм. |
| 1938 г.               | Освоен выпуск анодной и подовой углеродных масс в промышленных объёмах. |
| 1939 г.               | Освоен выпуск электродной массы. |
| 1939 г.               | Начато производство графитированных электродов. |
| 4 декабря 1939 г.     | Приказом Наркома цветной металлургии № 613 Днепровский электродный завод выделен в самостоятельный завод с 1 января 1940 г. |
| Февраль 1940 г.       | Введен в эксплуатацию цех графитации. |
| 18-27 августа 1941 г. | Эвакуация промышленного оборудования, рабочих и их семей в восточные регионы СССР (на Урал). |
| 18 февраля 1944 г.    | Постановлением ГКО ДЭЗ включен в список заводов, подлежащих восстановлению в первую очередь. |
| 1945 г.               | Выпущены первые партии анодной и электродной масс. |
| 1946 г.               | Введены в эксплуатацию две обжиговые печи |
| 1947 г.               | Введены в строй действующих три секции графитации. Освоено производство графитированных анодов для химической промышленности. |
| 1948 г.               | Введены в эксплуатацию: прокалочная печь, пресс усилием 3000 тс, печь обжига и новый корпус цеха механической обработки электродов. |
| 1952 г.               | Введены в эксплуатацию цех нефтяных заготовок, корпус мехобработки угольной продукции и корпус цеха графитации |
| 1953 г.               | Введены в эксплуатацию две обжиговые печи и пресс усилием 1500 тс. |
| 1954 г.               | Смонтирован и освоен пресс усилием 9000 тс для крупногабаритных электродов и блоков. |
| 1955 г.               | Начато производство графитированных электродов диаметром 500 мм. |
| 1959 г.               | Силами служб завода спроектирован и введен в эксплуатацию пресс усилием 4000 тс. для прессования заготовок крупногабаритных электродов. |
| 1960 г.               | Освоено производство графитированных электродов диаметром 550 мм. |
| 1962 г.               | Введен в эксплуатацию санаторий-профилакторий на 150 мест на о. Хортица |
| 1963 г.               | Освоение производства графитированных электродов диаметром 700 мм. |
| 1963 г.               | Введены в эксплуатацию новая секция печей графитации, обжиговая и прокалочная печи. |
| 1966 г.               | Впервые в СССР освоена промышленная графитация постоянным током. |
| 1967 г.               | Установлена поточная автоматическая линия для обработки графитированных электродов диаметром (450—700 мм). |
| 1973 г.               | Освоено производство углеродных блоков для футеровки доменных печей объёмом до 5000 м³ |
| 1974 г.               | Построено молодёжное общежитие на 640 мест. |
| 1975 г.               | Минцветметом, Госстроем и Госпланом СССР принято решение о коренной реконструкции предприятия на ближайшие 10 лет. |
| 1977 г.               | Разработан Институтом титана проект реконструкции предприятия. |
| 1979 г.               | Реконструированы три секции печей графитации и начата отработка технологии производства крупногабаритных электродов на основе кокса игольчатой структуры. |
| 1980 г.               | Начато производство мелкозернистого плотного графита марки МПГ-7. |
| 1981 г.               | Освоено производство материала «Гратон» для производства щелочей |
| 1983 г.               | Введен в эксплуатацию на новой промышленной площадке комплекс в составе: складского хозяйства, цехов ремонтно-строительного и ремонтно-механического; гаража на 50 автомобилей; участка трансформаторно-масляного хозяйства; тепловозного и пожарного депо, других вспомогательных объектов.                                   |
| 1984 г.               | Введен в эксплуатацию комплекс по производству углерод-углеродных композиционных материалов. |
| 1987 г.               | Введено в эксплуатацию новое современное отделение по пропитке заготовок каменно-угольным пеком. |
| 1994 г.               | Днепровский электродный завод преобразован в Открытое акционерное общество «Украинский графит» |
| 1997 г.               | Введен в эксплуатацию новый цех угольных заготовок. |
| 2000 г.               | Система менеджмента предприятия сертифицирована на соответствие международному стандарту ISO 9001. |
| 2001 г.               | Введен в эксплуатацию новый цех по производству анодов для магниевой промышленности с пропиткой неорганическими компаундами. |
| 2002 г.               | Разработаны и освоены новые марки углеродных блоков для футеровки доменной печи объёмом 5000 м³. Система менеджмента сертифицирована на соответствие международному стандарту ISO 14001. |
| 2003 г.               | Разработана стратегия развития предприятия. Система менеджмента сертифицирована на соответствие международному стандарту OH SAS 18001. |
| 2005 г.               | Введена в эксплуатацию новая современная обжиговая печь по проекту фирмы «Pecoserwis» |
| 2006 г.               | Введен в эксплуатацию в цехе угольных заготовок скоростной смеситель фирмы «Eirich». Система менеджмента сертифицирована на соответствие международному стандарту ISO 11462 «Система статистического управления процессами», а испытательная лаборатория аккредитована на соответствие международному стандарту ISO/IEC 17025. |
| 2007 г.               | Введена в эксплуатацию новая обжиговая печь по проекту фирмы «Riedhammer» |
| 2008 г.               | Введена в эксплуатацию новая современная линия по мехобработке углеродной продукции фирмы «Wassmer» |

## Награды
- 1968 г. — предприятию присвоено звание «Завод им. 50-летия Советской Украины»
- 1983 г. — к 50 летнему юбилею завод награждён орденом «Знак почета»